# Сигэмацу, Морио
Морио Сигэмацу — японский легкоатлет, который специализировался в марафоне. Экс-рекордсмен мира в марафоне.
12 июня 1965 года выиграл Политехнический марафон с мировым рекордом — 2:12.00.

## Достижения
- 1963:  Марафон Нобеоки — 2:20.57
- 1963:  Марафон озера Бива — 2:22.06
- 1965:  Фукуокский марафон — 2:16.33
- 1965:  Бостонский марафон - 2:16:33
- 1966  Марафон Саппоро — 2:30.07
- 1968  Марафон Саппоро — 2:24.27